# Кузьминская (Троицкое сельское поселение)
Кузьминская — деревня в Усть-Кубинском районе Вологодской области.
Входит в состав Троицкого сельского поселения, с точки зрения административно-территориального деления — в Троицкий сельсовет.
Расстояние по автодороге до районного центра Устья — 46 км, до центра муниципального образования Бережного — 4 км. Ближайшие населённые пункты — Ивановская, Острецово, Заовражье, Анциферовская, Михайловская.
По данным переписи в 2002 году постоянного населения не было.